# NSU 10/30 PS
Der NSU 10/30 PS war ein PKW der Mittelklasse, den die Neckarsulmer Fahrzeugwerke Aktiengesellschaft in den Jahren 1911 bis 1916 bauten. Er war der Nachfolger des 10/22 PS.

## Beschreibung
Wie beim Vorgänger war der wassergekühlte Motor ein Vierzylinder-Blockmotor mit einem Hubraum von 2608 cm³ (Bohrung × Hub = 85 × 115 mm), der aber nun 30 PS (22 kW) bei 1600/min leistete. Dieser Motor hatte eine dreifach gelagerte Kurbelwelle, eine Doppel-Magnetzündung, eine Druckumlaufschmierung und stehende Ventile in einem T-Zylinderkopf. Der 65 l große Kraftstofftank lag hinten. Der Kraftstoff wurde durch die Auspuffgase gefördert, wobei ein Teil der Auspuffgase in den dicht verschlossenen Tank geleitet wurde, dort einen leichten Überdruck erzeugte und so dafür sorgte, dass der Kraftstoff nach vorne zum Vergaser strömte. Die Motorkraft wurde über eine Lamellenkupplung im Ölbad, ein Vierganggetriebe mit rechts angebrachter Kulissenschaltung und eine Kardanwelle auf die Hinterräder übertragen. Der Radstand der Wagen war um 70 mm auf  3100 mm gewachsen, ihre Spurweite um 75 mm auf 1375 mm und das Gewicht des Fahrgestells auf 1300 kg. Die Höchstgeschwindigkeit lag weiterhin bei etwa 75 km/h.
1913 erhielt der Motor einen L-Kopf anstatt des T-Kopfes und der Wagen einen Kühler in Spitzbogenform. Bis 1916 wurde das Modell in dieser Form weiter produziert und dann ohne Nachfolger eingestellt.